# Peutinger (Patriziergeschlecht)

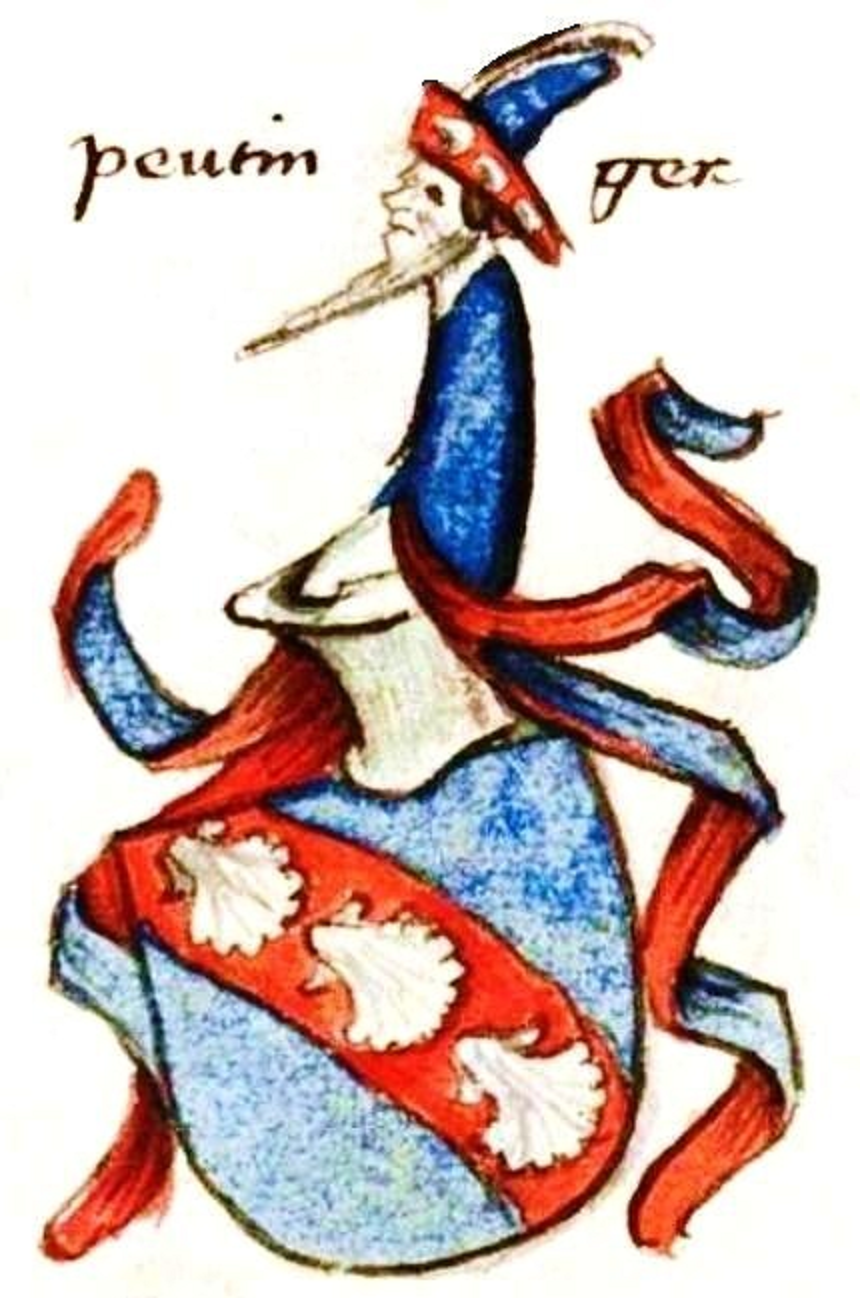
Wappen der Peutinger aus der Mitte des 15. Jahrhunderts

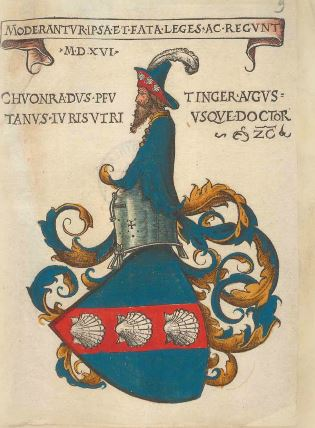
Wappen der Peutinger aus dem Exlibris Konrad Peutingers

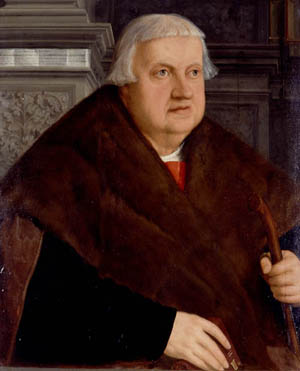
Konrad Peutinger

Peutinger war der Name eines Augsburger Patriziergeschlechts, das im Mannesstamm erlosch.

## Geschichte
Das Geschlecht führte seinen Namen von dem Ort Peiting bei Schongau. 1288 erhielt Conrad und 1291 Hermann und Volkmar von Peutinger das Augsburger Bürgerrecht. Die gesicherte Stammreihe beginnt 1364 mit dem Goldschmied Konrad Peutinger. Die Familie befand sich später unter den Zünften der Kaufleute, aus welcher Sigismund 1455 und Hans Peutinger 1458 Mitglied des großen Rates waren. Der Jurist, Humanist und Antiquar Konrad Peutinger wurde Stadtschreiber und Berater von Kaiser Maximilian I. und Kaiser Karl V. 1538 erfolgte die Aufnahme in des Patriziat. Der Sohn von Konrad, Claudius Pius Peutinger, diente als städtischer Gesandter.
1553 bekleidete Christoph und 1635 Konrad Peutinger das Amt des Stadtpflegers. Christoph Peutinger besaß die Güter Täfertingen und Hirblingen. Der von ihm gegründete Familienfideikommiss führte zu Streit unter seinen Erben. Georg, Sohn des Jakob Peutinger, trat in den geistlichen Stand der Deutschordens-Kommende.
Johann Chrysostomus, Sohn des Johann Chrysostomus Peutinger, nannte sich nach dem 1558 erworbenen Gut von Marbach und führte ein vermehrtes Wappen. Seine Witwe Beatrix Blarer von Wartensee gab zusammen mit ihrem Sohn Johann Chrysostomus das Augsburger Bürgerrecht auf. 1608 fungierte Christoph Peutinger als Propst des Stifts St. Jakobus und Tiburtius in Straubing und 1628 als Propst von St. Moritz. 1616 kaufte Konrad Peutinger das Gut Willmatshofen, welches in Besitz seiner Nachkommen verblieb. Die Familie ist 1718 mit dem Stiftsdekan zu Ellwangen Ignatius Desiderius von Peutingen im Mannesstamm erloschen.

## Wappen

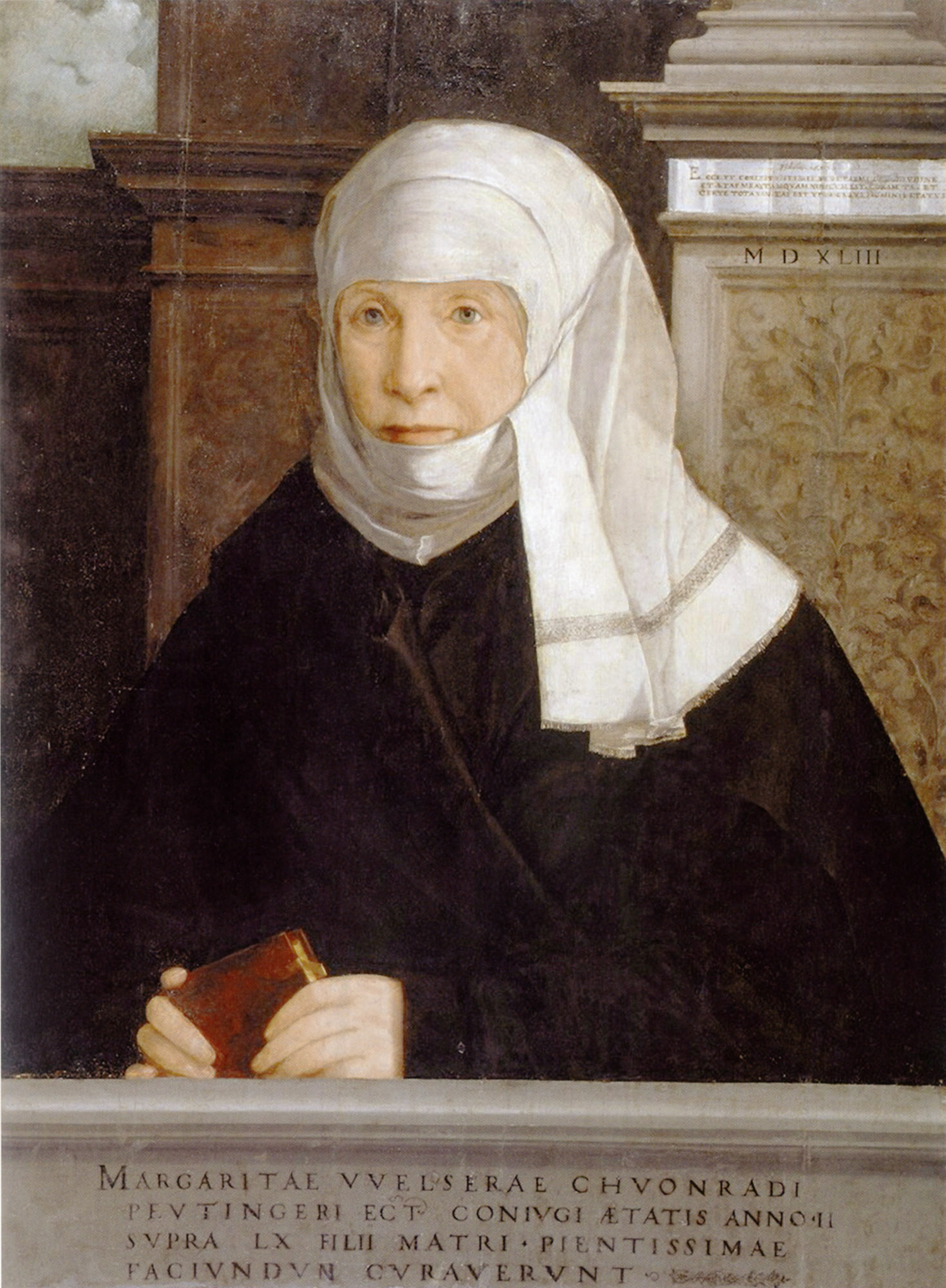
Margarete Peutinger

„In Blau ein roter Schrägbalken, mit drei silbernen Muscheln belegt.“

## Genealogie (Auswahl)
- Konrad Peutinger; ⚭ Anna Geidiß
  - Konrad Peutinger; 1.⚭ Anna Schmidt; 2.⚭ Elisabeth Erhart
    - Jakob Peutinger († 1438); ⚭ NN
    - Ulrich Peutinger; ⚭ NN Wieland
      - Sigmund Peutinger († 1463); ⚭ Afra Rehlinger
        - Georg Peutinger; ⚭ Magdalena Ilsung

    - Johann Peutinger; ⚭ Elisabeth Waraus
      - Johann Peutinger
      - Konrad Peutinger († um 1465); ⚭ Barbara Frickinger
        - Konrad Peutinger (1465–1547), Stadtschreiber; ⚭ Margarete Welser
          - Claudius Pius Peutinger (1509–1552); ⚭ Lucia Lauginger
            - Claudius Konrad Pius Peutinger
            - Claudius Narciß Peutinger († 1603); ⚭ Magdalena Rehlinger
              - Konrad Peutinger (1572–1635), Stadtpfleger; ⚭ Maria Rembold
                - Markus Peutinger; ⚭ Elisabeth Rehlinger
                - Christoph Peutinger
                - Maria Peutinger; ⚭ Hans Leonhard Rehlinger

            - Claudius Chrysostomus Peutinger
            - Claudius Eusebius Peutinger; ⚭ Helena Eleonora Meuting
              - Johann Jakob Peutinger

            - Claudius Christoph Peutinger

          - Christoph Peutinger (1511–1576), Stadtpfleger; ⚭ Katharina Lauginger,
          - Johann Chrysostomos Peutinger (1513–1577); ⚭ Barbara Lauginger
            - Johann Chrysostomus Peutinger; ⚭ Beatrix Blarerer von Wartensee
              - Johann Chrysostomus Peutinger

          - Karl Peutinger (1515–1564), Ratsherr
          - Konrad Pius Peutinger (1520–1613)

      - Veronica Peutinger (* um 1460); ⚭ Lukas Ravensburger